# Llista de topònims d'Artés
Llista de topònims (noms propis de lloc) del municipi d'Artés, al Bages
Informació actualitzada per un bot. Els canvis manuals es perdran quan s'actualitzi!

## barraca de vinya
| imatge | Nom              | Ubicat a | instància de     | Detalls                     | coordenades                                                                                       | Protecció                                  | Commons (més fotos) | Dades a WD                    |
| ------ | ---------------- | -------- | ---------------- | --------------------------- | ------------------------------------------------------------------------------------------------- | ------------------------------------------ | ------------------- | ----------------------------- |
|        | Barraca 3        | Artés    | barraca de vinya |                             | 41° 47′ 14″ N, 1° 56′ 51″ E / 41.78736°N,1.94748°E ca:Entre Can Vila i La Paloma.                 |                                            |                     | Modifica les dades a Wikidata |
|        | Barraca 30       | Artés    | barraca de vinya | 19th century                | 41° 47′ 01″ N, 1° 56′ 04″ E / 41.78372°N,1.93445°E ca:Pla de Can Vila                             |                                            |                     | Modifica les dades a Wikidata |
|        | Barraca 4        | Artés    | barraca de vinya |                             | 41° 47′ 14″ N, 1° 56′ 46″ E / 41.78723°N,1.94617°E ca:Al nord-est de Can Vila                     |                                            |                     | Modifica les dades a Wikidata |
|        | Barraca 5        | Artés    | barraca de vinya |                             | 41° 47′ 14″ N, 1° 56′ 44″ E / 41.78729°N,1.94544°E ca:Al nord-est de Can Vila                     |                                            |                     | Modifica les dades a Wikidata |
|        | Barraca 8        | Artés    | barraca de vinya |                             | 41° 46′ 57″ N, 1° 56′ 11″ E / 41.78259°N,1.93646°E ca:Vinya d'en SolerGibert, sota turó Matacans. |                                            |                     | Modifica les dades a Wikidata |
|        | Barraca 9        | Artés    | barraca de vinya |                             | 41° 47′ 01″ N, 1° 56′ 08″ E / 41.78367°N,1.93567°E ca:Turó de Matacans, arran del bosc.           |                                            |                     | Modifica les dades a Wikidata |
|        | barraca de vinya | Artés    | barraca de vinya | Estil: arquitectura popular | 41° 47′ 34″ N, 1° 57′ 37″ E / 41.792889°N,1.960313°E                                              | bé integrant del patrimoni cultural català |                     | Modifica les dades a Wikidata |

## carrer
| imatge | Nom                                    | Ubicat a | instància de | Detalls      | coordenades                                                                         | Protecció | Commons (més fotos) | Dades a WD                    |
| ------ | -------------------------------------- | -------- | ------------ | ------------ | ----------------------------------------------------------------------------------- | --------- | ------------------- | ----------------------------- |
|        | Carrer Fort                            | Artés    | carrer       |              | 41° 47′ 57″ N, 1° 57′ 01″ E / 41.799201°N,1.950209°E ca:Carrer Fort - Casc antic    |           |                     | Modifica les dades a Wikidata |
|        | carrer de Sant Víctor del Pou          | Artés    | carrer       |              | 41° 48′ 00″ N, 1° 57′ 17″ E / 41.799955°N,1.954843°E                                |           |                     | Modifica les dades a Wikidata |
|        | carrer del Doctor Ferrer i Solervicenç | Artés    | carrer       |              | 41° 47′ 57″ N, 1° 57′ 10″ E / 41.799117°N,1.952774°E                                |           |                     | Modifica les dades a Wikidata |
|        | carrer del Mig                         | Artés    | carrer       | 17th century | 41° 47′ 56″ N, 1° 57′ 05″ E / 41.798852°N,1.951442°E ca:Carrer del Mig - casc antic |           |                     | Modifica les dades a Wikidata |

## casa
| imatge | Nom                              | Ubicat a | instància de       | Detalls                                          | coordenades                                                                                               | Protecció                                  | Commons (més fotos)              | Dades a WD                    |
| ------ | -------------------------------- | -------- | ------------------ | ------------------------------------------------ | --- | ------------------------------------------ | -------------------------------- | ----------------------------- |
|        | Torre del Felipet                | Artés    | casa               | Estil: noucentisme 1914                          | 41° 47′ 51″ N, 1° 57′ 12″ E / 41.797482°N,1.953294°E ca:Carrer Rocafort, núms. 25-27                      | bé integrant del patrimoni cultural català |                                  | Modifica les dades a Wikidata |
|        | ca la Paulina                    | Artés    | casa               | Estil: arquitectura modernista 19th century      | 41° 47′ 56″ N, 1° 57′ 14″ E / 41.798892°N,1.953801°E ca:C. de la Barquera, 13 315 msnm                    | bé integrant del patrimoni cultural català | Ca la Paulina (Artés)            | Modifica les dades a Wikidata |
|        | cal Gibert                       | Artés    | casa               | Estil: arquitectura popular 16th century         | 41° 47′ 57″ N, 1° 57′ 11″ E / 41.799156°N,1.953135°E ca:Carrer Doctor Ferrer i Solervicens, 10 314 msnm   | bé integrant del patrimoni cultural català | Cal Gibert (Artés)               | Modifica les dades a Wikidata |
|        | cal Teixidor                     | Artés    | casa               | Estil: arquitectura gòtica 15th century          | 41° 47′ 57″ N, 1° 57′ 05″ E / 41.799067°N,1.951331°E ca:C. del Padró, 5 338 msnm                          | bé integrant del patrimoni cultural català | Cal Teixidor (Artés)             | Modifica les dades a Wikidata |
|        | can Crusellas                    | Artés    | casa llar de retir | Estil: historicisme arquitectònic 19th century   | 41° 47′ 51″ N, 1° 57′ 19″ E / 41.797558°N,1.955157°E ca:Carrer Parres, 2 316 msnm                         | bé integrant del patrimoni cultural català | Can Crusellas                    | Modifica les dades a Wikidata |
|        | can Jan                          | Artés    | casa               | Estil: arquitectura del Renaixement 16th century | 41° 47′ 55″ N, 1° 57′ 06″ E / 41.798693°N,1.951734°E ca:C. del Mig, 16 310 msnm                           | bé integrant del patrimoni cultural català | Can Jan (Artés)                  | Modifica les dades a Wikidata |
|        | habitatge al carrer del Fort, 30 | Artés    | casa               | Estil: arquitectura barroca 18th century         | 41° 47′ 57″ N, 1° 57′ 04″ E / 41.79904°N,1.951°E ca:C. del Fort, 30 - c. de la Bassa d'en Serola 335 msnm | bé integrant del patrimoni cultural català | Habitatge al carrer del Fort, 30 | Modifica les dades a Wikidata |

## curs d'aigua
| imatge | Nom              | Ubicat a                            | instància de | Detalls                                  | coordenades                                                                                              | Protecció | Commons (més fotos) | Dades a WD                    |
| ------ | ---------------- | ----------------------------------- | ------------ | ---------------------------------------- | --- | --------- | ------------------- | ----------------------------- |
|        | Riera Gavarresa  | Osona Bages                         | curs d'aigua | Desemboca: Llobregat                     | 42° 07′ 18″ N, 2° 05′ 42″ E / 42.121789°N,2.094932°E 41° 46′ 57″ N, 1° 54′ 32″ E / 41.782522°N,1.90877°E |           | Riera Gavarresa     | Modifica les dades a Wikidata |
|        | riera de Malrubí | Moià Santa Maria d'Oló Avinyó Artés | curs d'aigua | Desemboca: Riera Gavarresa Llarg: 21.5km | 41° 48′ 31″ N, 1° 56′ 25″ E / 41.8085°N,1.94025°E                                                        |           |                     | Modifica les dades a Wikidata |

## edifici
| imatge | Nom                        | Ubicat a | instància de | Detalls                                                                 | coordenades                                                                                         | Protecció                                  | Commons (més fotos)        | Dades a WD                    |
| ------ | -------------------------- | -------- | ------------ | ----------------------------------------------------------------------- | --------------------------------------------------------------------------------------------------- | ------------------------------------------ | -------------------------- | ----------------------------- |
|        | Antiga fàbrica Dometal     | Artés    | edifici      | 1927                                                                    | 41° 47′ 53″ N, 1° 57′ 05″ E / 41.79805°N,1.95126°E ca:Carretera de Sallent, s/n                     |                                            |                            | Modifica les dades a Wikidata |
|        | antic Hospital d'Artés     | Artés    | edifici      | Estil: arquitectura barroca 18th century                                | 41° 47′ 56″ N, 1° 57′ 06″ E / 41.79898°N,1.951621°E ca:C. del Padró, 11 334 msnm                    | bé integrant del patrimoni cultural català | Antic Hospital d'Artés     | Modifica les dades a Wikidata |
|        | la Cooperativa - El Casino | Artés    | edifici      | Estil: arquitectura eclèctica 20th century Estat: enderrocat o destruït | 41° 47′ 54″ N, 1° 57′ 17″ E / 41.798291°N,1.954834°E ca:Carretera de Prats, 2 (enderrocat) 314 msnm | bé integrant del patrimoni cultural català | La Cooperativa - El Casino | Modifica les dades a Wikidata |
|        | la Fassina                 | Artés    | edifici      | Estil: arquitectura popular 19th century                                | 41° 47′ 58″ N, 1° 57′ 26″ E / 41.799418888889°N,1.9572469444444°E ca:Carrer de la Fassina 315 msnm  | bé integrant del patrimoni cultural català | La Fassina (Artés)         | Modifica les dades a Wikidata |
|        | sindicat Agrícola d'Artés  | Artés    | edifici      | Estil: noucentisme 20th century                                         | 41° 47′ 50″ N, 1° 57′ 05″ E / 41.797322°N,1.951479°E ca:Carrer Rocafort, 44 308 msnm                | bé integrant del patrimoni cultural català | Sindicat Agrícola d'Artés  | Modifica les dades a Wikidata |

## entitat singular de població
| imatge | Nom           | Ubicat a | instància de                                   | Detalls  | coordenades                                                                | Protecció | Commons (més fotos) | Dades a WD                    |
| ------ | ------------- | -------- | ---------------------------------------------- | -------- | -------------------------------------------------------------------------- | --------- | ------------------- | ----------------------------- |
|        | Artès         | Artés    | entitat singular de població capital municipal | 5943 hab | 41° 47′ 53″ N, 1° 57′ 15″ E / 41.798055555556°N,1.9541666666667°E 314 msnm |           |                     | Modifica les dades a Wikidata |
|        | Vista Pirineu | Artés    | entitat singular de població                   | 108 hab  | 41° 47′ 25″ N, 1° 58′ 20″ E / 41.79027778°N,1.97222222°E 465 msnm          |           |                     | Modifica les dades a Wikidata |

## església
| imatge | Nom                                      | Ubicat a | instància de     | Detalls                                                                                              | coordenades                                                                     | Protecció                                  | Commons (més fotos)             | Dades a WD                    |
| ------ | ---------------------------------------- | -------- | ---------------- | --- | ------------------------------------------------------------------------------- | ------------------------------------------ | ------------------------------- | ----------------------------- |
|        | Església romànica de Santa Maria d'Artés | Artés    | església         | Estil: arquitectura romànica                                                                         | 41° 47′ 59″ N, 1° 57′ 03″ E / 41.799675°N,1.950743°E                            | bé integrant del patrimoni cultural català | Santa Maria del Castell d'Artés | Modifica les dades a Wikidata |
|        | Mare de Déu de Fàtima                    | Artés    | església capella | | 41° 47′ 06″ N, 1° 57′ 37″ E / 41.7850994806854°N,1.96016914195623°E             |                                            |                                 | Modifica les dades a Wikidata |
|        | Santa Maria d'Artés                      | Artés    | església         | Arquitecte: Claudi Duran i Ventosa Josep Coll i Vilaclara Estil: arquitectura eclèctica 19th century | 41° 47′ 54″ N, 1° 57′ 12″ E / 41.7983°N,1.95333°E ca:Pl. de l'Església 311 msnm | bé integrant del patrimoni cultural català | Santa Maria d'Artés             | Modifica les dades a Wikidata |

## granja
| imatge | Nom                    | Ubicat a | instància de | Detalls | coordenades                                                         | Protecció | Commons (més fotos) | Dades a WD                    |
| ------ | ---------------------- | -------- | ------------ | ------- | ------------------------------------------------------------------- | --------- | ------------------- | ----------------------------- |
|        | Granges Hosta          | Artés    | granja       |         | 41° 46′ 52″ N, 1° 54′ 40″ E / 41.7811425504251°N,1.91124534101069°E |           |                     | Modifica les dades a Wikidata |
|        | Granges Salavés        | Artés    | granja       |         | 41° 46′ 59″ N, 1° 54′ 52″ E / 41.7831553884395°N,1.91455665807961°E |           |                     | Modifica les dades a Wikidata |
|        | Granges de la Casanova | Artés    | granja       |         | 41° 48′ 37″ N, 1° 57′ 19″ E / 41.8101560728718°N,1.95516517103946°E |           |                     | Modifica les dades a Wikidata |
|        | Granges del Puigbò     | Artés    | granja       |         | 41° 48′ 10″ N, 1° 56′ 32″ E / 41.8027870451642°N,1.94221229172114°E |           |                     | Modifica les dades a Wikidata |
|        | Granja Canudes         | Artés    | granja       |         | 41° 47′ 25″ N, 1° 56′ 58″ E / 41.7903346139621°N,1.94951774271403°E |           |                     | Modifica les dades a Wikidata |
|        | Granja de Cal Ribes    | Artés    | granja       |         | 41° 48′ 16″ N, 1° 57′ 33″ E / 41.8045191196323°N,1.95927736735584°E |           |                     | Modifica les dades a Wikidata |
|        | Granja de la Paloma    | Artés    | granja       |         | 41° 47′ 22″ N, 1° 56′ 55″ E / 41.7895258607534°N,1.94873664323096°E |           |                     | Modifica les dades a Wikidata |
|        | Granja del Co          | Artés    | granja       |         | 41° 47′ 28″ N, 1° 56′ 58″ E / 41.791162677939°N,1.94945608096525°E  |           |                     | Modifica les dades a Wikidata |
|        | Granja del Pere Feliu  | Artés    | granja       |         | 41° 46′ 49″ N, 1° 54′ 59″ E / 41.7803364084176°N,1.91648137943495°E |           |                     | Modifica les dades a Wikidata |
|        | Granja del Quim        | Artés    | granja       |         | 41° 48′ 02″ N, 1° 57′ 36″ E / 41.8004988979279°N,1.95992019993426°E |           |                     | Modifica les dades a Wikidata |

## masia
| imatge | Nom                | Ubicat a | instància de     | Detalls                                  | coordenades | Protecció                                            | Commons (més fotos)      | Dades a WD                    |
| ------ | ------------------ | -------- | ---------------- | ---------------------------------------- | --- | ---------------------------------------------------- | ------------------------ | ----------------------------- |
|        | Cal Sobrebalç      | Artés    | masia            |                                          | 41° 48′ 04″ N, 1° 57′ 25″ E / 41.8010038128411°N,1.95699906373392°E                                                |                                                      |                          | Modifica les dades a Wikidata |
|        | Can Vila           | Artés    | masia            | 16th century                             | 41° 47′ 16″ N, 1° 56′ 32″ E / 41.7877°N,1.94224°E ca:Afores. Damunt Polígon Santa Maria d'Artés. 330 msnm          | bé integrant del patrimoni cultural català           | Can Vila (Artés)         | Modifica les dades a Wikidata |
|        | Casanova           | Artés    | masia            | Estil: arquitectura popular              | 41° 48′ 31″ N, 1° 57′ 32″ E / 41.8087°N,1.95889°E ca:Camí de Salabernada 285 msnm                                  | bé integrant del patrimoni cultural català           | Casanova (Artés)         | Modifica les dades a Wikidata |
|        | Mas Bertran        | Artés    | masia            |                                          | 41° 47′ 03″ N, 1° 54′ 48″ E / 41.7843045696544°N,1.91321354241981°E                                                |                                                      |                          | Modifica les dades a Wikidata |
|        | Mas Canet          | Artés    | masia            | Estil: arquitectura popular              | 41° 48′ 03″ N, 1° 56′ 17″ E / 41.800872°N,1.937976°E ca:Afores, per sobre el Torrent del Mig                       | bé integrant del patrimoni cultural català           |                          | Modifica les dades a Wikidata |
|        | Mas Malla          | Artés    | masia            | Estil: historicisme arquitectònic        | 41° 47′ 38″ N, 1° 57′ 34″ E / 41.793801°N,1.959565°E                                                               | bé integrant del patrimoni cultural català           | Mas Malla (Artés)        | Modifica les dades a Wikidata |
|        | Mas Riusec         | Artés    | masia            | Estil: arquitectura popular              | 41° 48′ 32″ N, 1° 57′ 38″ E / 41.808852°N,1.960561°E                                                               | bé integrant del patrimoni cultural català           | Mas Riusec               | Modifica les dades a Wikidata |
|        | Mas Salabernada    | Artés    | masia            | Estil: arquitectura popular              | 41° 48′ 21″ N, 1° 58′ 22″ E / 41.805882°N,1.972851°E                                                               | bé integrant del patrimoni cultural català           | Mas Salabernada          | Modifica les dades a Wikidata |
|        | Mas de les Valls   | Artés    | masia            | Estil: arquitectura popular 17th century | 41° 48′ 16″ N, 1° 59′ 47″ E / 41.804424°N,1.996456°E ca:La Vall                                                    | bé integrant del patrimoni cultural català           |                          | Modifica les dades a Wikidata |
|        | Ribatallada        | Artés    | masia            | Estil: arquitectura popular 16th century | 41° 48′ 20″ N, 2° 00′ 15″ E / 41.80542°N,2.004241°E ca:Camí de La Vall                                             | bé integrant del patrimoni cultural català           |                          | Modifica les dades a Wikidata |
|        | Riu-sec            | Artés    | masia            |                                          | 41° 48′ 36″ N, 1° 57′ 49″ E / 41.8100799674416°N,1.96366577851522°E                                                |                                                      |                          | Modifica les dades a Wikidata |
|        | Sant Hilari Nou    | Artés    | masia            |                                          | 41° 46′ 42″ N, 1° 54′ 40″ E / 41.778431°N,1.911177°E ca:Carretera BV-4512, km 4,1 264 msnm                         |                                                      |                          | Modifica les dades a Wikidata |
|        | Sant Hilari Vell   | Artés    | masia            | Estil: arquitectura popular 16th century | 41° 47′ 20″ N, 1° 55′ 44″ E / 41.78889°N,1.928847°E ca:Ctra. de St. Fruitós a Artés, km 2,5 274 msnm               | bé integrant del patrimoni cultural català           |                          | Modifica les dades a Wikidata |
|        | Soldevila          | Artés    | masia            | Estil: arquitectura popular 18th century | 41° 47′ 00″ N, 1° 54′ 44″ E / 41.783384°N,1.912284°E ca:Pla de Salavés, ctra. d'Artés a St. Fruitós, km 4 283 msnm | bé integrant del patrimoni cultural català           | Soldevila (Artés)        | Modifica les dades a Wikidata |
|        | Vilarmau           | Artés    | masia            |                                          | 41° 48′ 15″ N, 2° 00′ 38″ E / 41.804095902933°N,2.010582851356°E ca:Camps de Vilarmau                              |                                                      |                          | Modifica les dades a Wikidata |
|        | cal Quingles       | Artés    | masia            | Estil: arquitectura popular 17th century | 41° 47′ 59″ N, 1° 57′ 12″ E / 41.799697°N,1.953234°E ca:C. Roca, 6 - c. Dr. Ferrer 317 msnm                        | bé integrant del patrimoni cultural català           | Cal Quingles             | Modifica les dades a Wikidata |
|        | edifici Sant Josep | Artés    | masia            |                                          | 41° 47′ 38″ N, 1° 56′ 56″ E / 41.7939236165768°N,1.94900177828245°E                                                |                                                      |                          | Modifica les dades a Wikidata |
|        | el Bosquet         | Artés    | masia            |                                          | 41° 47′ 49″ N, 1° 59′ 09″ E / 41.797010341493°N,1.98578249756397°E                                                 |                                                      |                          | Modifica les dades a Wikidata |
|        | el Colomer         | Artés    | masia            | Estil: arquitectura popular 16th century | 41° 46′ 56″ N, 1° 54′ 40″ E / 41.782291°N,1.911003°E ca:Pla de Salavés, ctra. St. Fruitós a Artés, km 4            | bé integrant del patrimoni cultural català           | El Colomer (Artés)       | Modifica les dades a Wikidata |
|        | el Mas             | Artés    | masia            |                                          | 41° 48′ 05″ N, 1° 59′ 15″ E / 41.80134917°N,1.98739167°E 375 msnm                                                  |                                                      |                          | Modifica les dades a Wikidata |
|        | el Pujol Nou       | Artés    | masia            | 19th century                             | 41° 48′ 09″ N, 1° 56′ 14″ E / 41.80245333°N,1.93711944°E ca:Plans del Pujol 265 msnm                               |                                                      | El Pujol Nou             | Modifica les dades a Wikidata |
|        | el Pujol Vell      | Artés    | masia            | Estil: arquitectura popular              | 41° 48′ 15″ N, 1° 56′ 20″ E / 41.8043°N,1.93882°E 273 msnm                                                         | bé integrant del patrimoni cultural català           | El Pujol Vell            | Modifica les dades a Wikidata |
|        | la Caseta          | Artés    | masia            |                                          | 41° 47′ 19″ N, 1° 58′ 08″ E / 41.7884920449861°N,1.96882745981449°E                                                |                                                      |                          | Modifica les dades a Wikidata |
|        | la Paloma          | Artés    | masia            |                                          | 41° 47′ 08″ N, 1° 56′ 41″ E / 41.785495872716°N,1.944681576574°E                                                   |                                                      |                          | Modifica les dades a Wikidata |
|        | la Ponça           | Artés    | masia            | Estil: arquitectura popular              | 41° 48′ 05″ N, 1° 59′ 37″ E / 41.8014°N,1.993543°E                                                                 | bé integrant del patrimoni cultural català           |                          | Modifica les dades a Wikidata |
|        | la Sala            | Artés    | masia            |                                          | 41° 47′ 41″ N, 1° 57′ 44″ E / 41.7946295445832°N,1.9622537780308°E ca:Vessant oest del Serrat de la Sala           |                                                      |                          | Modifica les dades a Wikidata |
|        | la Vall            | Artés    | masia            |                                          | 41° 47′ 51″ N, 1° 58′ 50″ E / 41.797528948277°N,1.9805930795005°E ca:La Vall - Riera de Malrubí                    |                                                      |                          | Modifica les dades a Wikidata |
|        | les Torres         | Artés    | masia casa forta | Estil: arquitectura romànica             | 41° 47′ 32″ N, 1° 55′ 41″ E / 41.792152°N,1.927931°E ca:A ponent del terme municipal                               | bé d'interès cultural bé cultural d'interès nacional | Masia les Torres         | Modifica les dades a Wikidata |
|        | mas les Ferreres   | Artés    | masia            | Estil: arquitectura popular 18th century | 41° 47′ 59″ N, 1° 57′ 01″ E / 41.79959°N,1.950383°E ca:Pl. Major, 1 340 msnm                                       | bé integrant del patrimoni cultural català           | Mas les Ferreres (Artés) | Modifica les dades a Wikidata |

## mausoleu
| imatge | Nom                            | Ubicat a | instància de | Detalls                                     | coordenades                                                                 | Protecció                                  | Commons (més fotos) | Dades a WD                    |
| ------ | ------------------------------ | -------- | ------------ | ------------------------------------------- | --------------------------------------------------------------------------- | ------------------------------------------ | ------------------- | ----------------------------- |
|        | Panteó de Josep Gili i Riera   | Artés    | mausoleu     | 20th century                                | 41° 47′ 44″ N, 1° 56′ 33″ E / 41.795633°N,1.942576°E ca:Cementiri municipal | bé integrant del patrimoni cultural català |                     | Modifica les dades a Wikidata |
|        | Panteó de la família Berenguer | Artés    | mausoleu     | Estil: arquitectura modernista 20th century | 41° 47′ 44″ N, 1° 56′ 33″ E / 41.795633°N,1.942576°E ca:Cementiri municipal | bé integrant del patrimoni cultural català |                     | Modifica les dades a Wikidata |

## muntanya
| imatge | Nom                | Ubicat a | instància de | Detalls | coordenades                                                         | Protecció | Commons (més fotos) | Dades a WD                    |
| ------ | ------------------ | -------- | ------------ | ------- | ------------------------------------------------------------------- | --------- | ------------------- | ----------------------------- |
|        | Puig la Ponça      | Artés    | muntanya     |         | 41° 47′ 24″ N, 1° 56′ 36″ E / 41.7899°N,1.94326°E 336.5 msnm        |           |                     | Modifica les dades a Wikidata |
|        | Serrat de la Cabra | Artés    | muntanya     |         | 41° 47′ 35″ N, 1° 57′ 43″ E / 41.79303333°N,1.96200833°E 392.7 msnm |           |                     | Modifica les dades a Wikidata |
|        | Serrat de la Malla | Artés    | muntanya     |         | 41° 47′ 31″ N, 1° 57′ 44″ E / 41.79203333°N,1.96215556°E 402.6 msnm |           |                     | Modifica les dades a Wikidata |
|        | Serrat de la Sala  | Artés    | muntanya     |         | 41° 47′ 42″ N, 1° 57′ 48″ E / 41.795°N,1.96327°E 394.1 msnm         |           |                     | Modifica les dades a Wikidata |
|        | la Serreta         | Artés    | muntanya     |         | 41° 48′ 18″ N, 1° 57′ 35″ E / 41.80487222°N,1.9597°E 355.3 msnm     |           |                     | Modifica les dades a Wikidata |

## Misc
| imatge | Nom                               | Ubicat a                                                                          | instància de                   | Detalls                                                            | coordenades | Protecció                                            | Commons (més fotos)                  | Dades a WD                    |
| ------ | --------------------------------- | --------------------------------------------------------------------------------- | ------------------------------ | ------------------------------------------------------------------ | --- | ---------------------------------------------------- | ------------------------------------ | ----------------------------- |
|        | Ajuntament d'Artés                | Artés                                                                             | casa consistorial              | Estil: historicisme arquitectònic arquitectura eclèctica           | 41° 47′ 53″ N, 1° 57′ 18″ E / 41.798129°N,1.955053°E                                                                       | bé integrant del patrimoni cultural català           | Ajuntament (Artés)                   | Modifica les dades a Wikidata |
|        | Castell d'Artés                   | Artés                                                                             | castell                        |                                                                    | 41° 47′ 57″ N, 1° 57′ 02″ E / 41.7992°N,1.95056°E                                                                          | bé d'interès cultural bé cultural d'interès nacional | Castell d'Artés                      | Modifica les dades a Wikidata |
|        | Llobregat                         | Catalunya província de Barcelona Catalunya Central Àmbit Metropolità de Barcelona | riu                            | Desemboca: mar Mediterrània Llarg: 175km Conca: 4948.3km²          | 42° 16′ 57″ N, 2° 00′ 46″ E / 42.282412°N,2.012826°E 41° 18′ 08″ N, 2° 07′ 55″ E / 41.302248°N,2.131948°E                  |                                                      | Llobregat                            | Modifica les dades a Wikidata |
|        | Molí de les Ferreres              | Artés                                                                             | molí d'aigua                   |                                                                    | 41° 48′ 04″ N, 1° 57′ 01″ E / 41.8012134612912°N,1.95035118128624°E                                                        |                                                      |                                      | Modifica les dades a Wikidata |
|        | Plaça Major                       | Artés                                                                             | plaça                          |                                                                    | 41° 47′ 58″ N, 1° 57′ 03″ E / 41.799346°N,1.950699°E                                                                       | bé integrant del patrimoni cultural català           | Plaça Major (Artés)                  | Modifica les dades a Wikidata |
|        | Polígon industrial de Santa Maria | Artés                                                                             | polígon industrial             |                                                                    | 41° 47′ 28″ N, 1° 56′ 09″ E / 41.791109446933°N,1.93584512785269°E                                                         |                                                      |                                      | Modifica les dades a Wikidata |
|        | Pont de Roqueta                   | Artés                                                                             | pont                           | Hi passa: B-431                                                    | 41° 48′ 54″ N, 1° 57′ 50″ E / 41.8149640905221°N,1.96393619151366°E                                                        |                                                      |                                      | Modifica les dades a Wikidata |
|        | Serra de les Guixeres             | Artés                                                                             | serra                          |                                                                    | 41° 48′ 05″ N, 1° 58′ 59″ E / 41.80134028°N,1.98304722°E 427.7 msnm                                                        |                                                      |                                      | Modifica les dades a Wikidata |
|        | alzina del Mas Pujol              | Artés                                                                             | arbre singular                 | Taxon: alzina (Quercus ilex) Ample: 22.3m Alt: 16m Perímetre: 3.2m | 41° 48′ 24″ N, 1° 56′ 03″ E / 41.80653°N,1.93424°E ca:Mas Pujol Nou, entre la riera Gabarresa i l'Eix transversal 267 msnm | arbre monumental                                     | Alzina del Mas Pujol                 | Modifica les dades a Wikidata |
|        | capella del cementiri             | Artés                                                                             | capella                        | Estil: racionalisme arquitectònic                                  | 41° 47′ 45″ N, 1° 56′ 33″ E / 41.795817°N,1.942609°E                                                                       | bé integrant del patrimoni cultural català           |                                      | Modifica les dades a Wikidata |
|        | fàbrica de Cal Berenguer          | Artés                                                                             | edifici industrial             | 19th century                                                       | 41° 48′ 01″ N, 1° 57′ 18″ E / 41.800146111111°N,1.9549838888889°E ca:Ctra. de Prats – carrer St. Víctor 297 msnm           | bé integrant del patrimoni cultural català           | Fàbrica de Cal Berenguer             | Modifica les dades a Wikidata |
|        | jaciment de Matacans              | Artés                                                                             | jaciment arqueològic           |                                                                    | 41° 46′ 58″ N, 1° 56′ 11″ E / 41.7827°N,1.93626667°E                                                                       | bé integrant del patrimoni cultural català           |                                      | Modifica les dades a Wikidata |
|        | llista de monuments d'Artés       | Artés                                                                             | article de llista de Wikimedia |                                                                    | |                                                      | Cultural heritage monuments in Artés | Modifica les dades a Wikidata |